# Литвинцев, Юрий Иванович
Юрий Иванович Литвинцев (10 марта 1934, с. Кыра Кыринского района Читинской области — 3 августа 2009, Томск) — советский государственный и партийный деятель, первый секретарь Тульского обкома КПСС (1985—1990).

## Биография
Окончил физико-технический факультет Томского политехнического института в 1957 году и ВПШ при ЦК КПСС в 1964.
С 1957 года заведующий отделом областного комитета ВЛКСМ, секретарь, с августа 1959 по октябрь 1960 — первый секретарь Томского горкома ВЛКСМ, С 1960 заведующий отделом Томского горкома КПСС, секретарь парткома Томского завода измерительной аппаратуры, первый секретарь Ленинского райкома КПСС г. Томска, второй секретарь, с 16 января 1971 г. по 29 апреля 1983 — первый секретарь Томского горкома КПСС, В 1983–1984 — второй секретарь Томского обкома КПСС, В 1984–1985 — инспектор ЦК КПСС,
В 1960-е–1980=е годы под руководством Ю. И. Литвинцева шло строительство жизненно важных объектов Томска — драматического театра, Дворца спорта и зрелищ, Академгородка, БКЗ, первого стационарного моста через реку Томь, а также томского водозабора. В 1977 году за проектирование  и строительство комплекса сооружений по водоснабжению города Томска из подземных источников ему была присуждена премия Совета Министров СССР.
С 5 августа 1985 по 26 августа 1990 — первый секретарь Тульского обкома КПСС (последний фактический глава области на данном посту),
С апреля 1990 по октябрь 1993 — председатель Тульского областного Совета народных депутатов. В 1993 году, в дни кризиса, накануне расстрела Верховного Совета, подписал обращение полномочных представителей субъектов Федерации ассоциации «Центральная Россия»  в котором  поддерживалась идея нулевого варианта в конфликте Б. Н. Ельцина и Верховного Совета – то есть назначения досрочных одновременных выборов парламента и президента и недопущения применения силы и нарушений прав человека при разрешении конфликта вокруг здания на Краснопресненской набережной.
Избирался делегатом XXIV, XXV и XXVI съездов КПСС. Член ЦК КПСС в 1986–1991 годах. Народный депутат СССР в 1989–1991 годах.
В 1994 году вышел на пенсию. С 1996 по 2005 годы занимал пост председателя Совета директоров ОАО «Томскстрой».
С 1998 по 2005 год — первый председатель Совета старейшин города Томска. С 2005 года — член Совета старейшин города Томска.

## Награды
- Награждён орденами Октябрьской Революции, Трудового Красного Знамени, «Знак Почёта», медалями.
- В 1977 году Ю. И. Литвинцеву за проектирование и строительство комплекса сооружений по водоснабжению города Томска с использованием подземных источников была присуждена премия Совета Министров СССР.
- 2 сентября 2004 года награждён Почетной грамотой Томской области[8].
- 6 марта 2009 года награждён знаком отличия «За заслуги перед Томской областью»[9].